# 巴縣
巴县，中国旧县名，初设于北周，一直是重庆附郭大县，是重庆母县，后成为重庆的近郊区县，行政区域历代不断减小。1994年撤销并划分给了多个区县，由巴南区继承了它的主要行政区域。

## 历史沿革
周慎靓王五年（前316年）秦灭巴国后，在巴国旧地置江州县，隶于巴郡。南齐永明五年（487年），析江州县地置垫江县，以其故治为垫江县治（江州县治徙僰溪口，位于今江津区内）。北周武成三年（561年）废垫江、枳两县，以其地置巴县，以垫江县故治为巴县治。初置县时，巴县辖境为今重庆主城区大部及长寿、璧山、涪陵、南川、武隆等县的部分地区，隶楚州巴郡。
隋开皇二年（583年）改楚州为渝州，为渝州州治。唐贞观四年（630年），析巴县地置南平县（在今綦江区内），并设南平州辖南平、清谷、周泉等七县，八年改为霸州，十三年州废，辖县省入南平，属渝州。贞观十一年（637年），析置隆化县（今南川区）属涪州。北宋崇宁元年（1102年），渝州改为恭州，仍为州治。南宋淳熙十六年（1189年），恭州升为重庆府，为府治。元至元十五年（1278年）置重庆路，为路治。明洪武四年（1376年）改重庆路为重庆府，为府治。清乾隆二十四年（1759年）分置江北厅。新唐书对巴县评价为中下，元史对巴县评价为下，清史稿对巴县评价为冲、繁、难。
辛亥革命后一度由重庆蜀军政府管辖。民国元年（1912年）改巴县为重庆府，次年废重庆府恢复巴县，属川东道，后划分至四川省第三行政监察区。
1950年，属川东行区璧山专区，1951年1月划归重庆市（直辖市，西南大行政区代管）。1953年2月，重新划入四川省江津专区（原璧山专区）。1958年11月，巴县再度划入重庆市。自民国十八年（1930年）重庆建市后，为适应重庆市区扩展，巴县县界曾多次调整。至1994年，县境东西宽73公里，南北长70公里，仍三面环绕重庆市区。1994年12月，经国务院批准，撤销巴县，划出长江以北的19个乡镇分属沙坪坝、大渡口、九龙坡三区，划出长生桥等3个镇属南岸区，划入九龙坡区2个街道与2个镇和原巴县长江以南的39个乡镇成立新的巴南区。

## 行政区划
由于重庆城市发展和巴县所辖区域过大，历史上巴县曾多次划出区域，如唐朝分置南平县、隆化县等。宋朝时巴县下辖四镇。明朝时巴县下辖七十二里，城内分为八坊，另有附郭二庙。县东有涂山，大江、涪江（嘉陵江）与城东交汇，县内有佛图关、二郎关、铜锣关、南坪关。
清康熙四十六年(1707年）巴县下辖十二里，城内分为二十九坊、附郭十五庙。乾隆二十四年（1759年）以巴县辖区过大分江北至义、礼二里及仁里六甲入江北厅（理民同知管辖），分缙云山西祥里、依来乡入璧山县。至道光年间，巴县辖境东至沙溪交长寿县界二百里，西至走马冈交璧山县界八十里，南至黎牛铺交綦江县界一百五里，北过江北厅界通江面五里陆路至风垭一百七十里交合州界。
民国十八年（1929年），巴县辖10区、4镇、76乡。1949年，巴县辖12指导区、5镇、65乡。1985年，巴县辖11个区、1个区级镇（直管镇）、10个乡级镇、79个乡：
- 区：铜罐驿、白市驿、虎溪、青木关、长生桥、木洞、姜家、接龙、一品、界石、鱼洞
- 区级镇：西彭
- 乡级镇：铜罐驿、白沙沱、白市驿、陈家桥、青木关、长生桥、木洞、一品、界石、鱼洞
- 乡：元明、含谷、走马、曾家、西永、迎龙、栋青、天赐、小观、陈家、忠兴、大窝等

1993年，巴县进行并乡建镇，撤销了全部县辖区与60个乡、1个镇，新成立了36个镇。
1994年，巴县共辖47个镇、14个乡，共1034个村、8153个合作社、106个居委会。12月，经国务院批准撤销巴县，成立巴南区，并对重庆市市辖区进行了一系列行政区划调整。撤销前行政区划与变更为：
| 街道         | 镇 | 乡                                                                         | 原属     | 现属     | 位置     |
| ------------ | --- | -------------------------------------------------------------------------- | -------- | -------- | -------- |
|              | 陈家桥、曾家、西永、土主、青木关、凤凰、虎溪、回龙坝 | 中梁                                                                       | 巴县     | 沙坪坝区 | 长江以北 |
|              | 西彭、铜罐驿、陶家、白市驿、巴福、走马、金凤、含谷 | 石板                                                                       | 巴县     | 九龙坡区 | 长江以北 |
|              | 跳蹬 |                                                                            | 巴县     | 大渡口区 | 长江以北 |
|              | 长生桥、迎龙、广阳 |                                                                            | 巴县     | 南岸区   | 长江以南 |
|              | 鱼洞、鹿角、惠民、木洞、青山、丰盛、双河口、麻柳嘴、二圣、五布、东泉、姜家、天星寺、天赐、接龙、小观、花石、石龙、石滩、一品、安澜、跳石、圣灯山、百节、界石、南彭、公平 | 清溪、清和、白鹤塘、凉水、双新、和平桥、龙岗、陈家、仁流、南龙、忠兴、石岗 | 巴县     | 巴南区   | 长江以南 |
| 李家沱、土桥 | 花溪、南泉 |                                                                            | 九龙坡区 | 巴南区   | 长江以南 |

新成立的巴南区共辖2个街道办事处、29个镇、12个乡，区政府驻原巴县政府驻地的鱼洞镇：
- 街道：李家沱、土桥
- 镇：鱼洞、鹿角、惠民、木洞、青山、丰盛、双河口、麻柳嘴、二圣、五布、东泉、姜家、天星寺、天赐、接龙、小观、花石、石龙、石滩、一品、安澜、跳石、圣灯山、百节、界石、南彭、公平、花溪、南泉
- 乡：清溪、清和、白鹤塘、凉水、双新、和平桥、龙岗、陈家、仁流、南龙、忠兴、石岗

### 县治
自周赧王元年（公元前314年）秦在巴国旧域设江州县至民国二十八年（1939年）止，巴县（含江州县、垫江县）县治均设于今重庆市渝中区，由巴县历来为重庆州治、路治、府治，县治在重庆城墙内，今存巴县衙门为清康熙六年（1667年）知县张冉重修。
民国二十八年（1939年），县治外迁至人和乡（今九龙坡区华岩镇），民国三十年（1941年）迁往李家沱马王坪。1952年10月，县治迁往南温泉。1954年1月，县治迁往鱼洞镇（今鱼洞街道），直至1994年撤销。巴南区成立后区政府仍设于鱼洞镇。2009年11月，经国务院批准，巴南区人民政府驻地迁至龙洲湾街道龙海大道。

## 人口
按清嘉庆元年（1796年）重庆府属州县旧额新增户口统计，巴县共75743户，男119689丁，妇99090丁，共218779丁。
1994年，巴县统计局年鉴报告，1994年末全县总户数39.41万户（其中农业户数34.15万户，非农业户数5.26万户），总人口126.21万人（其中农业人口108.9万人，非农业人口17.31万人；男性65.34万人，女性60.88万人）。

### 名人
- 董允（？－246年），字休昭，蜀汉大臣，中郎将董和子，官至侍中守尚书令[13]
- 冯时行（1100年－1163年），字当可，号缙云（缙云山得名由来），宋代官员，一说为状元及第，官至成都府路提刑
- 赵立（？－1276年），字德修，于接宋帝来萧山途中因无以复命溺水而死[14]
- 邹容（1885年－1905年），原名绍陶，字蔚丹，中国近代著名资产阶级革命宣传家，《革命军》作者，中华民国临时大总统孙中山追赠邹容为陆军大将军，今重庆市渝中区有邹容路、邹容烈士纪念碑
- 杨庶堪（1881年－1942年），名先达，字沧白，中国近代民主革命家、辛亥革命元勋，今重庆市渝中区有杨沧白先生纪念堂、沧白路

## 虛構人物
- 景天，電子遊戲《仙劍奇俠傳三》男主角，生於渝州。
- 唐雪見，電子遊戲《仙劍奇俠傳三》女主角，生於渝州唐家堡（參考自今重慶市璧山區大興鎮唐家村）。